# فران مورانته
فران مورانته (انگلیسی: Fran Morante؛ زادهٔ ۲۸ ژوئن ۱۹۹۲) بازیکن فوتبال اهل اسپانیا است.